# ムーたち
『ムーたち』は、榎本俊二の漫画作品。

## 概要
講談社の漫画雑誌「モーニング」に2006年2月から2007年9月まで連載された。単行本は全2巻。
1話完結型のエピソードが多く、登場人物の身辺を舞台としているのは、前作『えの素』に似ている。ただし前作とは違い、エログロの表現はかなり抑えられている。いわゆる不条理漫画に近い作風だが、哲学や認知科学などのテーマをもとにしている点が特徴的である。各話タイトルにも哲学的なテーマが表れており、フランスの哲学者ロジェ・カイヨワの著作から引用されている回も存在する（第51話『遊びと人間』）。
副題は「a man keeps fighting for the family!!」で、直訳すると「男は家族の為に戦い続ける！」。
連載開始時は『ムーさん』だったが、二階堂正宏に同タイトル作品があったため、同年7月より『ムーたち』と改題された。当初のタイトルが示すとおり、主人公は父親である虚山実と推察される。

## 登場人物
虚山無夫（むなやまむーお）
通称「ムー夫」。11月15日生まれの8歳児。人参とさつまいもが嫌いでユーレイが怖い、典型的な小学生。
虚山実（むなやまみのる）
ムー夫の父で8月27日生まれ。スキンヘッドで首と肩がない。一コマ毎に顔の描写や体型が変わり、顔芸を越えてシュールな芸術作品のようである。規理野が登場する話では別れ際などに「ゴッド・ブレス・ユー（あなたに神の祝福を）」と声を掛ける。物事に対しての考察や主観をムー夫に語るが、普通に言い負かされる場合もある。
虚山空子（むなやまそらこ）
ムー夫の母で3月12日生まれ。目と髪は緑色。
先生
ムー夫たちの学級担任の女性。授業では様々な事象について生徒に考察や発想を求めるが、ありふれた答えはNGとする。殿上眉のような眉毛が特徴。
規理野視組（きりのしくみ）
1981年11月11日生まれ。一見すると無関係の事象を統計により関連付けようと努力している。最終的には統計から未来を予知できるようになったり、宇宙を構築する絶対法則を見つけ出してあらゆる命題に対する答えを計算で出す事が出来るようになる。
白身川さとし（しろみかわさとし）
ムー夫のクラスメイト。
風見鶏
ムー夫のクラスメイトで野球部のメンバー。たとえ相手チームのベンチからのヤジだろうと自分に対しての命令には絶対に従う。
キヨシ
物事をやたら遠まわしに伝える人物。実と同じ会社に勤める。
セカンド自分
物事に夢中になっている自分を客観的に意識するもう一人の自分を擬人化したもの。作中では後頭部の空中を同じ形の頭部のみが漂っていると言う状況で、別の視点・別の存在として扱われる。出している間、本体の行動は注意不足になる。
サード自分
セカンド自分が考え事に夢中になっているとさらに出現する3人目の自分で、本体と全く同じ造形のセカンド自分に比べ色がとても黒い。同様に色がとても薄いフォース自分が存在する。歴史的にはフィフス自分（5人目）が最高記録らしい。

## 擬音
第3話以降、様々な擬音が「○○リ」（例・物が倒れる様子「パタリ」、その他「ピチャリ」「むくり」「のせり」「おちり」等）と表現されることが多い。

## 番外編
『週刊モーニング』2006年47 - 48号に「えの素トリビュート」発行記念に番外編が掲載された。47号の番外編第1話はムーたちを舞台にムー夫がえの素のみちろう、実が郷介、空子が田村さんでそれぞれ描かれた。48号に掲載された番外編第2話はえの素を舞台に郷介が実、葛原が空子、菖蒲沢が先生、田村さんが規理野、二比が白身川として描かれた。勿論、えの素と同様にいわゆるエロがテーマで第2話では叫ぶと登場する「入れ替え屋」が登場した。この番外編2話は、作者の意向により、単行本に収録されていない。2008年8月に刊行された『えの素完全版・下』（講談社）に両編とも収録された。

## 単行本
1. 2006年12月22日発行 590円 ISBN 4063725707
2. 2007年10月23日発行 590円 ISBN 9784063726398（解説：斎藤環）